# Maria Christina
Maria Christina is een vrouwelijke voornaam.

## Europese adel/koningshuizen
- Maria Christina van Bourbon-Sicilië (1779-1849)
- Maria Christina van Bourbon-Sicilië (1806-1878)
- Maria Christina van Savoye (1812-1836)
- Maria Christina van Oostenrijk (1858-1929), koningin van Spanje
- Marie Christine von Balluseck (1863-1946)
- Marie-Christiane de Corswarem (1933)
- Marie Christine von Reibnitz (1945)
- Marie-Christine van België (1951)

## Overig
- Maria Cristina (metrostation)